# Прирітка камерунська
Прирітка камерунська (Platysteira chalybea) — вид горобцеподібних птахів прирітникових (Platysteiridae).

## Поширення
Вид поширений в Центральній Африці (Камерун, Габон, Екваторіальна Гвінея). Ізольована популяція є на заході Анголи. Його природними середовищами існування є субтропічний або тропічний вологий низинний ліс, субтропічні або тропічні болота, а також субтропічний або тропічний вологий гірський ліс.